# Skomoroszje (obwód wołogodzki)
Skomoroszje (ros. Скоморошье) – wieś w Rosji, w rejonie nikolskim obwodu wołogodzkiego. W 2010 r. liczyła 74 mieszkańców.